# Società Sportiva Torres Fo.S. 1993-1994
Questa voce raccoglie le informazioni riguardanti l'Società Sportiva Torres Fo.S. nelle competizioni ufficiali della stagione 1993-1994.

## Rosa
Rosa aggiornata all'inizio della stagione.
| N. |                   | Ruolo | Calciatrice          |
| -- | ----------------- | ----- | -------------------- |
|    | Italia (bandiera) | C     | Elisabetta Bavagnoli |
|    | Italia (bandiera) | P     | Giorgia Brenzan      |
|    | Italia (bandiera) | P     | Milva Cossu          |
|    | Italia (bandiera) | A     | Paola Crasta         |
|    | Italia (bandiera) | C     | Damiana Deiana       |
|    | Italia (bandiera) | D     | Gioia Masia          |
|    | Italia (bandiera) | A     | Carolina Morace      |
|    | Italia (bandiera) | C     | Sara Ossu            |

| N. |                   | Ruolo | Calciatrice        |
| -- | ----------------- | ----- | ------------------ |
|    | Spagna (bandiera) | A     | Ángeles Parejo     |
|    | Italia (bandiera) | A     | Angela Pintus      |
|    | Italia (bandiera) | D     | Tiziana Pittalis   |
|    | Italia (bandiera) | D     | Antonella Ruzzettu |
|    | Italia (bandiera) | C     | Rossella Soriga    |
|    | Italia (bandiera) | A     | Manuela Tesse      |
|    | Italia (bandiera) | A     | Tiziana Vampo      |